# 전북중앙신문
전북중앙신문(全北中央新聞)은 대한민국에서 발행되는 지역 일간지이다.
2002년 5월 법인을 설립, 같은해 10월 7일 창간호를 발행했다.
서울특별시와 전북 정읍 등 2개 분실, 전북 군산과 익산, 서남권 등 3개 본부, 13개 지사를 두고 있으며, 대한민국 국회에 편집국 정치부 기자가 파견돼 출입기자로 있다.
전북중앙신문은 부수공사기구인 한국ABC협회에 가입돼 있다.
현재 주최하는 행사는 교육부 장관배 '전국 청소년 마술경연대회'와 여성가족부 장관배 '전국 청소년 락페스티벌' 대회, 근로자 가요제, 송년음악회 등이 있다.

## 사시
- 도민을 주인으로, 진실을 생명으로, 사랑을 가슴으로